# Hydesville
Hydesville és una concentració de població designada pel cens dels Estats Units a l'estat de Califòrnia. Segons el cens del 2000 tenia 1.209 habitants.

## Demografia
Segons el cens del 2000, Hydesville tenia 1.209 habitants, 457 habitatges, i 345 famílies. La densitat de població era de 63,2 habitants/km².
Dels 457 habitatges en un 31,5% hi vivien nens de menys de 18 anys, en un 62,4% hi vivien parelles casades, en un 8,5% dones solteres, i en un 24,3% no eren unitats familiars. En el 17,5% dels habitatges hi vivien persones soles el 7,7% de les quals corresponia a persones de 65 anys o més que vivien soles. El nombre mitjà de persones vivint en cada habitatge era de 2,65 i el nombre mitjà de persones que vivien en cada família era de 2,97.
Per edats la població es repartia de la següent manera: un 25,2% tenia menys de 18 anys, un 6,7% entre 18 i 24, un 25,1% entre 25 i 44, un 30,2% de 45 a 60 i un 12,8% 65 anys o més.
L'edat mitjana era de 41 anys. Per cada 100 dones de 18 o més anys hi havia 97,4 homes.
La renda mitjana per habitatge era de 42.411 $ i la renda mitjana per família de 45.625 $. Els homes tenien una renda mitjana de 38.375 $ mentre que les dones 21.471 $. La renda per capita de la població era de 18.629 $. Entorn del 8,5% de les famílies i l'11% de la població estaven per davall del llindar de pobresa.

## Poblacions més properes
El següent diagrama mostra les poblacions més properes.